# 石川武 (防衛官僚)

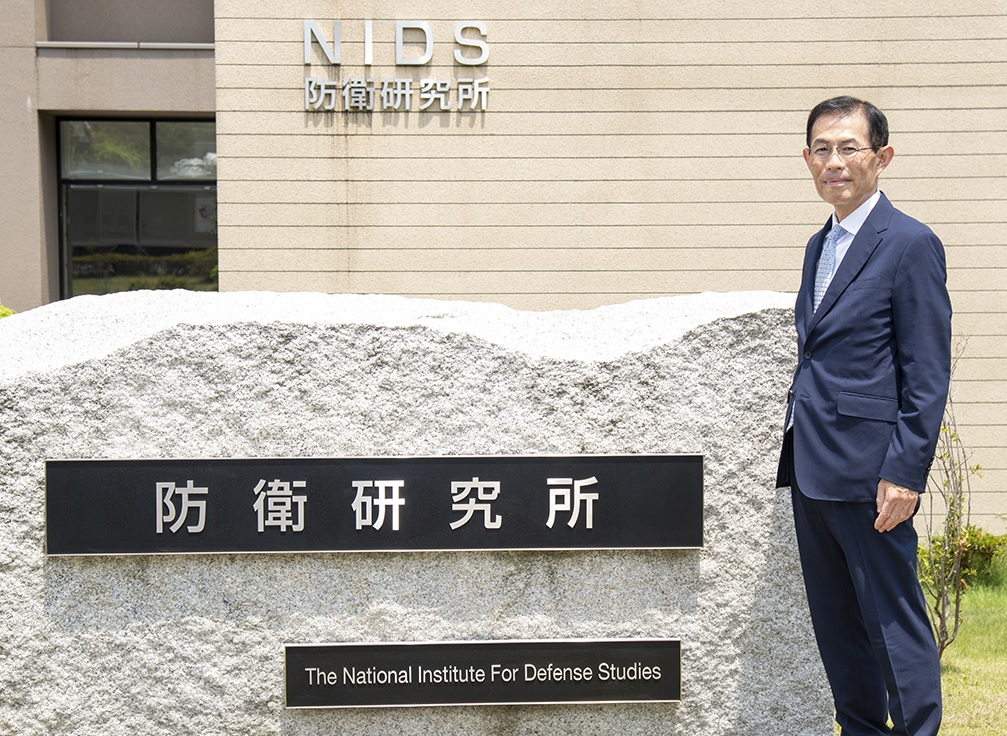
防衛研究所ウェブページより

石川 武（いしかわ　たけし、1965年7月22日 – ）は、日本の防衛官僚。

## 人物
愛知県出身。愛知県立岡崎北高等学校を経て、1988年3月東京大学経済学部卒業。東大経済学部在学中に国家公務員Ⅰ種試験（経済）に合格し、88年4月防衛庁入庁。
2024年7月19日、防衛装備庁長官に就任
。

## 略歴
基本的な出典：
- 1988年
  - 03月：東京大学経済学部を卒業
  - 04月：防衛庁入庁　経理局会計課予算・決算班
- 1993年07月：防衛庁防衛局調査第1課調査第2班部員
- 1995年06月：防衛庁調達実施本部輸入課有償援助調達専門官
- 1997年07月：防衛庁防衛局計画課計画第2班長
- 1999年
  - 09月：防衛庁防衛局計画課部員
  - 12月：防衛庁装備局管理課総括班長
- 2001年01月：防衛庁防衛局防衛政策課総括班長
- 2002年08月：防衛庁防衛局調査課部員
- 2004年08月：防衛庁長官官房秘書課部員
- 2005年07月：外務省在英国日本国大使館参事官
- 2008年08月：防衛省大臣官房参事官
- 2009年08月：防衛省防衛政策局国際政策課長
- 2011年08月：防衛省防衛政策局調査課長
- 2013年07月：防衛省人事教育局厚生課長
- 2014年07月：防衛省防衛政策局防衛政策課長
- 2015年10月：内閣府国際平和協力本部事務局次長
- 2017年08月：防衛装備庁プロジェクト管理部長
- 2018年08月：防衛省防衛政策局次長
- 2020年08月：防衛省大臣官房報道官（併）防衛省大臣官房付
- 2022年07月：防衛省大臣官房政策立案総括審議官（併）防衛省大臣官房付（併）防衛省防衛監察本部付
- 2023年07月：防衛研究所長
- 2024年07月19日：防衛装備庁長官[3][4]